# Alexander Shabalov

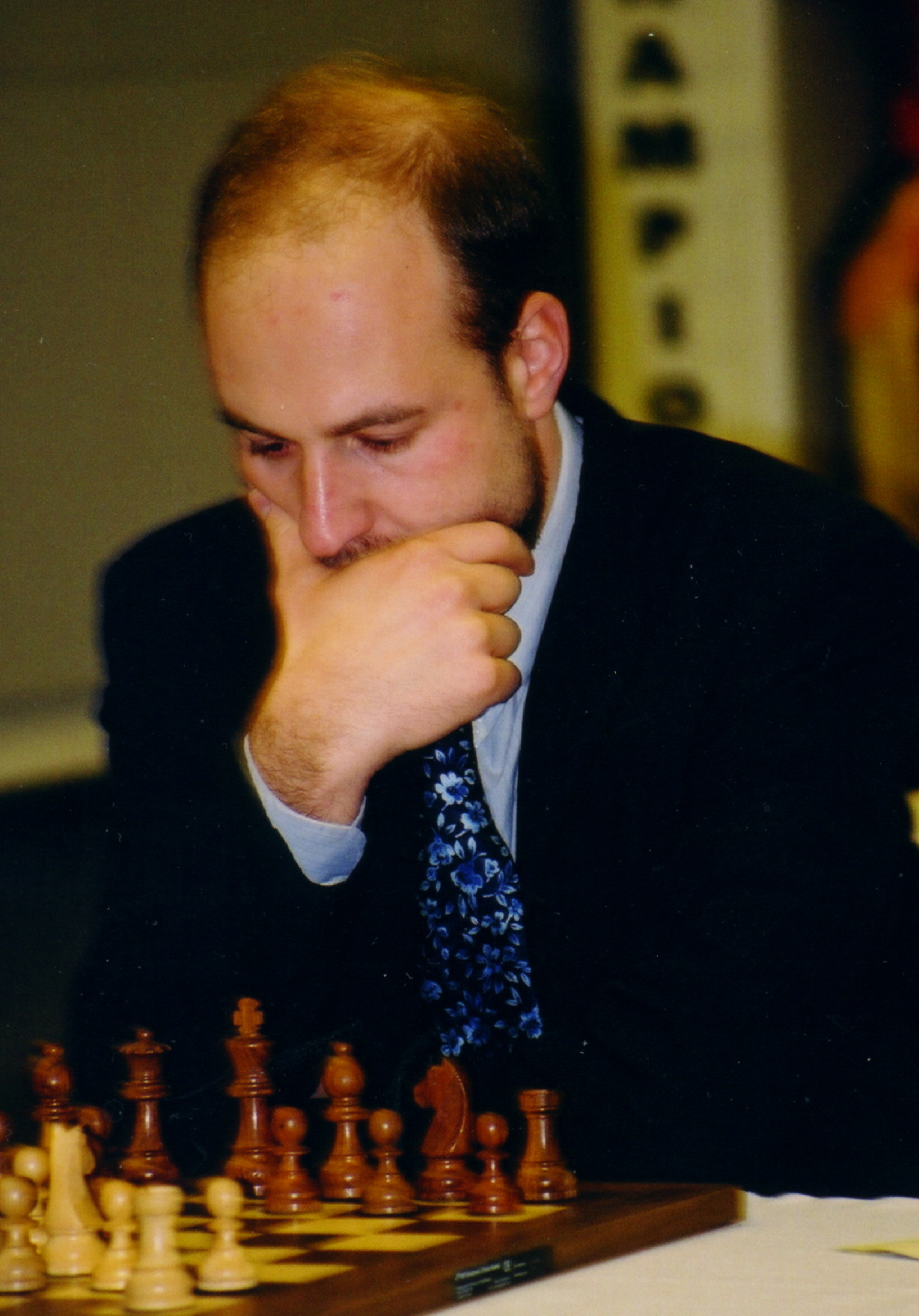
Alexander Shabalov

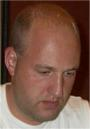
Alexander Shabalov

Alexander Shabalov (Riga, 12 september 1967) is een Lets-Amerikaans schaker. Hij is sinds 1991 een grootmeester (GM). Vier keer won hij het kampioenschap van de Verenigde Staten (1993, 2000, 2003, 2007). Zeven keer won hij, alleen of gedeeld, het Open kampioenschap van de V.S. (1993, 1999, 2003, 2007, 2008, 2015, 2016).
Shabalov werd geboren in Riga in Letland, en net als de eveneens uit Letland afkomstige schakers Alexei Shirov en Mikhail Tal, staat hij bekend om een voorliefde voor gecompliceerde stellingen, zelfs als de complicaties objectief gezien niet de juiste keuze zijn.

## Biografie
In 1982 won hij het kampioenschap van de Sovjet-Unie voor spelers tot 16 jaar. Als trainers had hij onder andere Vladimir Bagirov en zijn landgenoot, wereldkampioen in 1960, Michail Tal. In 1988 besloot Shabalov een carrière als schaakprofessional na te streven en drie jaar later behaalde hij de grootmeestertitel. In 1992 nam hij in Manilla voor de eerste keer deel aan een Schaakolympiade; spelend aan bord 3 werd hij met het team van Letland vijfde.
In 1992 verliet Shabalov zijn vaderland en emigreerde naar de Verenigde Staten, waar hij sindsdien in Pittsburgh woont.
Drie keer werd hij kampioen van de V.S.: in 1993, samen met Alex Yermolinsky, ongedeeld in 2003 (dit toernooi werd georganiseerd door Yvette Nagel en haar team; zie ook de partij verderop in dit artikel) en in 2007 in Stillwater met 7 pt. uit 9 (+6 =2 −1), een half punt boven de titelverdediger Alexander Onisjtsjoek. In 2000 eindigde hij weliswaar bovenaan, met evenveel punten als Joel Benjamin en Yasser Seirawan, maar de titel ging na beslissingspartijen naar Benjamin.
In 1994, 1998, 2000 en 2004 speelde Shabalov in Schaakolympiades met het team van de Verenigde Staten, waarmee hij in 1998 in Elista achter Rusland de zilveren medaille won.
- In 1993 won hij het US Open.
- Het 28e world open dat werd gehouden van 28 juni t/m 4 juli 2000 in Philadelphia, werd na de tie-break gewonnen door Joel Benjamin met 7 punten uit negen ronden. Er eindigden negen spelers met 6.5 uit 9, onder wie Alexander Shabalov.
- In 2002 werd hij op het Aeroflot Open toernooi in Moskou gedeeld eerste met Gregory Kaidanov, Aleksandr Grisjtsjoek, Aleksej Aleksandrov en Vadim Milov.
- In 2003 won hij het Chicago Open.
- Op het 33e World Open gehouden van 30 juni t/m 4 juli 2005 in Philadelphia, werd Shabalov achtste.
- In augustus 2005 vond in Buenos Aires het Kampioenschap Amerikaans Continent plaats, met 152 deelnemers, dat met 8.5 uit 11 door Lazaro Bruzon gewonnen werd. Alexander Shabalov eindigde met 7.5 punten op een gedeelde derde plaats.
- Van 24 september t/m 2 oktober 2005 speelde hij mee in het 14e Monarch Assurance toernooi op Man waar hij met 7 uit 9 op de tweede plaats eindigde.[4]
- In 2009 werd Shabalov gedeeld eerste met Fidel Corrales Jimenez in het Kampioenschap Amerikaans Continent.[5]
- In 2015 werd hij opgenomen in de Chess Hall of Fame van de Verenigde Staten.
- In 2019 won Shabalov het 23e jaarlijkse oostelijke "Chess Congress" van de Verenigde Staten.[6]
- In 2020 won Shabalov het 52e jaarlijkse Liberty Bell Open.[7]

In de United States Chess League speelde hij in 2008 voor de New York Knights en in 2009 voor Tennessee Tempo.
Shabalov gaf regelmatig lezingen voor schakers van alle leeftijden in het House of Chess, een door hem gerunde winkel in de Ross Park Mall in Pittsburgh, totdat midden 2007 de winkel moest sluiten.

## Partij
Bij het schaakkampioenschap van de V.S. in 2003, in Seattle, lag Shabalov voor de slotronde met 5.5 pt. uit 8 aan kop, samen met 7 andere spelers. Terwijl zijn concurrenten niet het risico wilden lopen door een nederlaag buiten de prijzen te vallen, en in hun onderlinge partijen na resp. 8, 9 en 13 zetten remise overeenkwamen, speelde Shabalov zijn partij tegen de toen 19-jarige Varuzhan Akobian. Na wisselend spelverloop, waarbij „Shabba“ tijdelijk twee pionnen achter stond, kwam het tot de in het diagram aangegeven stelling, waarin Shabalov een elegante mogelijkheid om te winnen kon toepassen. De hoop van zwart is gevestigd op de opbouw van een "vesting", maar na het dameoffer 56. Dh4–f6 stort de zwarte stelling snel in elkaar, omdat de loper de ontstane witte vrijpionnen niet afdoende kan afstoppen. Er volgde:
56. Dh4–f6 Tc6xf6 57. e5xf6 Ld7–e6 58. c5–c6 g6–g5 59. f4xg5 f5–f4 60. g5–g6 f4xg3 61. f6–f7+ en Akobian gaf op, promotie is niet te verhinderen. 

Door deze overwinning werd Shabalov ongedeeld met 6.5 pt. uit 9 kampioen van de V.S. (2003) en ontving hij de eerste prijs in het toernooi, 25.000 US-Dollar.